# Micronesia
Micronesia es una de las veintidós subregiones en que la ONU divide el mundo, una de las cuatro pertenecientes a Oceanía. Está compuesta por los siguientes paísesː Palaos, los Estados Federados de Micronesia, las Islas Marshall, Nauru y Kiribati. Además incluye tres dependencias de los Estados Unidosː Guam, Isla Wake e Islas Marianas del Norte.
Cuenta con una población aproximada de 340 000 habitantes.[cita requerida]

## Historia

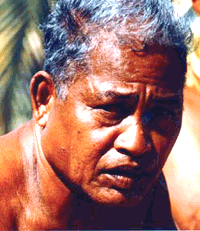
Navegante Mau Piailug (1932-2010) de la isla Satawal, Micronesia. Estos navegantes representan el estado más alto de la tecnología en las sociedades polinesias antiguas, ya que salvaban a sociedades completas, al saber donde estaban las islas y así las fuentes de comida.

Guam (Guåhån en chamorro, llamada también Guaján en español), que forma parte del archipiélago de las Marianas, es una dependencia de los Estados Unidos de América desde 1898 (cuando fue cedida por España, como Cuba, Puerto Rico y Filipinas)[cita requerida]. Isla Wake fue ocupada por los estadounidenses en 1899. 
Los cuatro siguientes constituían anteriormente el Territorio en Fideicomiso de las Islas del Pacífico (entre las dos guerras mundiales japonés, y antes español, excepto las islas Marshall, que eran alemanas). Las Palaos y los actuales Estados Federados de Micronesia eran conocidas como las islas Carolinas. 
Nauru fue alemán hasta la Primera Guerra Mundial en que pasó a Australia. Las Islas Gilbert (hoy en Kiribati) fueron colonia británica. No obstante, el dominio europeo no empezó hasta bien avanzado el siglo XIX.

## Geografía

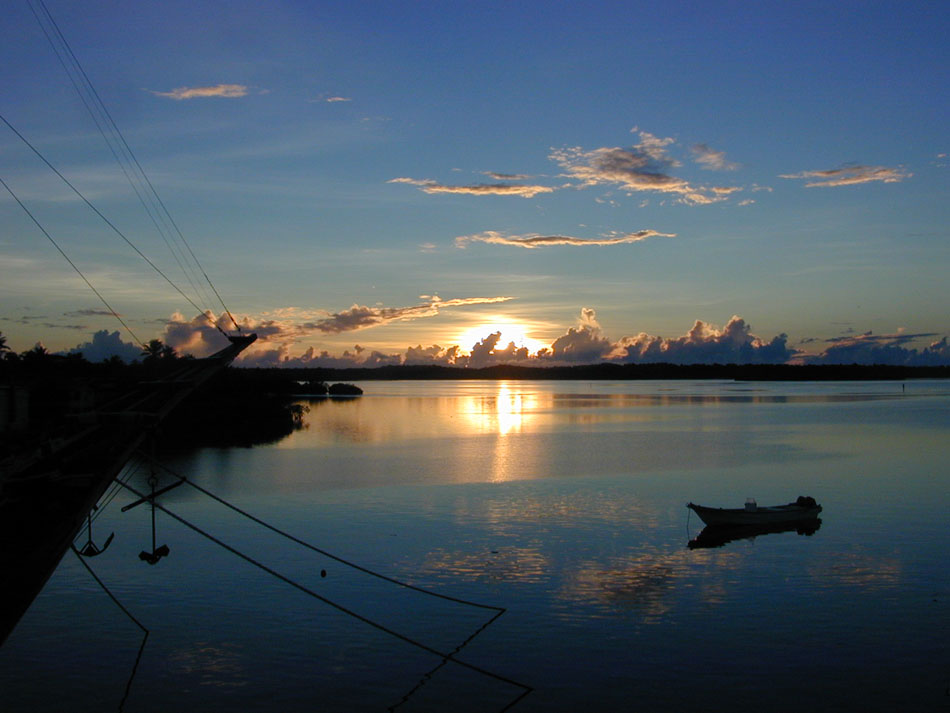
Puesta de sol en Yap.

Micronesia es una región que incluye aproximadamente 2100 islas, con una superficie terrestre total de 2700 km², la mayor de las cuales es Guam, que cubre 582 km². El área total del océano dentro del perímetro de las islas es de 7,400,000 km².
Presenta cuatro grandes archipiélagos:
- Islas Carolinas: en los países Estados Federados de Micronesia y Palaos.
- Islas Gilbert: de la República de Kiribati.
- Islas Marianas: en la Mancomunidad de las Islas Marianas del Norte y Guam (EUA).
- Islas Marshall: oficialmente la República de las Islas Marshall.

Además está la nación insular de Nauru, entre otras islas claramente separadas y grupos de islas más pequeños.

## Lenguas
Las lenguas nativas de Micronesia pertenecen a la familia lingüística austronesia (o malayo-polinesia); la mayoría forman parte de la rama micronesia de las lenguas oceánicas; a la rama polinesia pertenecen las lenguas de Kapingamarangi y Nukuoro (Estados Federados de Micronesia). Pero la lengua de Palaos y la de Guam y Marianas del Norte (chamorro) están más próximas a las del Este de Indonesia. Está muy extendido el inglés pero no de forma materna.